# Memórias de Ontem (trilha sonora)
Omoide Poro Poro Saundotorakku (おもひでぽろぽろサウンドトラック) é a trilha sonora do filme japonês de animação Omoide Poro Poro, de 1991, do Studio Ghibli. Foi lançada em 25 de julho de 1991, pela Tokuma Shoten, e a música presente no álbum é composta por várias canções do Leste Europeu, tais como em língua italiana, húngara e romena. A presença da música no longa-metragem, traça um paralelo entre o mundo camponês e a vida rural japonesa.
Nos créditos finais de Omoide Poro Poro, é apresentado a faixa "Ai wa Hana, Kimi wa Sono Tane" (愛は花、君はその種子), uma versão em língua japonesa de "The Rose", interpretada pela cantora estadunidense Amanda McBroom, e em japonês por Harumi Miyako, cuja tradução foi feita por Hoshi.

## Alinhamento de faixas
| Omoide Poro Poro Saundotorakku — Edição padrão |                                                                                    |                            |         |  |
| N.º                                            | Título                                                                             | Intérprete(s)              | Duração |  |
| 1.                                             | "Mein Tēma (メイン・テーマ)[a]"                                                    |                            | 1:46    |  |
| 2.                                             | "Santora (サントラ)[a]"                                                            |                            | 1:20    |  |
| 3.                                             | "Maimu Maimu (マイム・マイム)[a]"                                                  |                            | 2:50    |  |
| 4.                                             | "Hoshinofuramenko (星のフラメンコ)[a]"                                             |                            | 2:51    |  |
| 5.                                             | "O Hana-han (おはなはん)[a]"                                                       |                            | 1:25    |  |
| 6.                                             | "Hyokkori Hyoutanjima (ひょっこりひょうたん島)"                                    | Yōko Maekawa               | 1:04    |  |
| 7.                                             | "Kokekokko no Uta (コキコッコのうた)"                                              | Arihiro Fujimura           | 0:59    |  |
| 8.                                             | "Pua Bōi (プア・ボーイ)[a]"                                                        |                            | 1:39    |  |
| 9.                                             | "Hyokkorihyōtanjima Endingu Tēma (ひょっこりひょうたん島 エンディング・テーマ)[a]" |                            | 1:10    |  |
| 10.                                            | "Omoidenonagisa (思い出の渚)[a]"                                                   |                            | 0:42    |  |
| 11.                                            | "Tōkyō Burūsu (東京ブルース)[a]"                                                   |                            | 0:30    |  |
| 12.                                            | "Damatte Ore ni Tsuite Koi (だまって俺について来い)[a]"                            |                            | 0:17    |  |
| 13.                                            | "Sayonara ha Dansu no Ato ni (さよならはダンスの後に)[a]"                          |                            | 1:24    |  |
| 14.                                            | "Suki ni Natta Hito (好きになった人)[a]"                                           |                            | 0:37    |  |
| 15.                                            | "Omohide Poro Poro (おもひでぽろぽろ)[a]"                                          |                            | 1:02    |  |
| 16.                                            | "Teremtés"                                                                         | Márta Sebestyén e Muzsikás | 4:03    |  |
| 17.                                            | "Fovum Azénekem"                                                                   | Sebestyén e Muzsikás       | 2:11    |  |
| 18.                                            | "Hajnali Nóta"                                                                     | Sebestyén e Muzsikás       | 2:30    |  |
| 19.                                            | "Frunzulită Lemn Adus (緑の葉はそよぐ)"                                            | Gheorghe Zamfir            | 1:32    |  |
| 20.                                            | "Cîntec De Nunta (結婚のうた)"                                                     | Gheorghe Zamfir            | 2:49    |  |
| 21.                                            | "Stornelli"                                                                        | Italie Eternelle           | 3:11    |  |
| 22.                                            | "Ame no Benihana-zumi (雨の紅花摘み)[a]"                                           |                            | 1:35    |  |
| 23.                                            | "Teema Barieeshon Abe-kun (テーマ・バリエーショオン・あべくん)[a]"                 |                            | 1:46    |  |
| 24.                                            | "Ai wa Hana, Kimi wa Sono Tane (愛は花、君はその種子)"                             | Harumi Miyako              | 4:00    |  |
| Duração total:                                 | Duração total:                                                                     | Duração total:             | 44:12   |  |

Notas
- ↑a  indica a faixa composta por Katz Hoshi.